# Estación de Mirabeau
Mirabeau es una estación del metro de París situada al oeste de la capital, en el XVI Distrito. Forma parte de la línea 10 situándose dentro del bucle de Auteuil.

## Historia
Fue inaugurada el 30 de septiembre de 1913 con la llegada de la línea 8, que se convirtió en la actual línea 10 tras la reorganización de varias líneas realizada en 1937. 
Debe su nombre a Mirabeau.
Sus pasillos fueron renovados en 2004.

## Descripción
Integrada en el bucle de Auteuil, esta estación dispone de dos vías y de un único andén. En ella sólo se detienen los trenes que van en dirección Gare d'Austerlitz. La otra vía, muestra un característico perfil en rampa que se justifica por el fuerte desnivel que tiene que afrontar en su subida hacia Église d'Auteuil dado que previamente el trazado de la línea se hace a gran profundidad para poder pasar por debajo del río Sena. 
En bóveda y revestida completamente de los clásicos azulejos blancos biselados la estación usa un sistema de iluminación único en la red formado por brazos metálicos que arrancan sobre la pared de la bóveda, proyectando la luz hacia arriba gracias a lámparas que se sitúan en el extremo de dichos brazos. La iluminación se completa con unos focos situados en el nacimiento de los brazos metálicos, junto a la pared y que apuntan directamente al andén. La señalización por su parte usa la moderna tipografía Parisine donde el nombre de la estación aparece en letras blancas sobre un panel metálico de color azul. Por último, los escasos asientos de la estación son azules,  individualizados y de tipo Motte.

## Accesos
La estación dispone de dos accesos:
- Acceso 1: a la altura del n.º 63 de la avenida de Versailles (plaza de Barcelona)
- Acceso 2: a la altura de los nº3/5 de la calle Mirabeau